# ماریو (خواننده آمریکایی)
ماریو دوار بارت (به انگلیسی: Mario Dewar Barrett) (زاده ۲۷ اوت ۱۹۸۶)، که به عنوان ماریو شناخته شده است، خواننده و ترانه سرای آر اند بی، هنرپیشه و مانکن آمریکایی می‌باشد. او بیشتر با تک آهنگ‌های «فقط یک رفیق ۲۰۰۲» (۲۰۰۲) و «اجازه بده دوستت داشته باشم» (۲۰۰۴) شناخته شده است که منجر به بدست آوردن دو جایزه بیلبورد برای او شد، همچنین در فیلم‌های برخاستن و آزادی نویسندگان به عنوان بازیگر ظاهر شده است. او چهار آلبوم استودیویی به نام‌های‌های ماریو (فیلم) (۲۰۰۲)، نقطه عطف (فیلم) (۲۰۰۴)، برو (فیلم) (۲۰۰۷) و دی‌ان‌ای (فیلم) (۲۰۰۹) منتشر کرده است. در پایان دهه ۲۰۰۰ میلادی، ماریو بر طبق رتبه‌بندی مجله بیلبورد رتبه ۹۸ را در لیست «هنرمند دهه» کسب کرد.